# 京都南インターチェンジ
京都南インターチェンジ（きょうとみなみインターチェンジ）は、京都府京都市伏見区にある名神高速道路のインターチェンジ。
当ICから名古屋方面は瀬田東JCTまで片側2車線、大阪方面は吹田JCTまで片側3車線となる。

## 概要

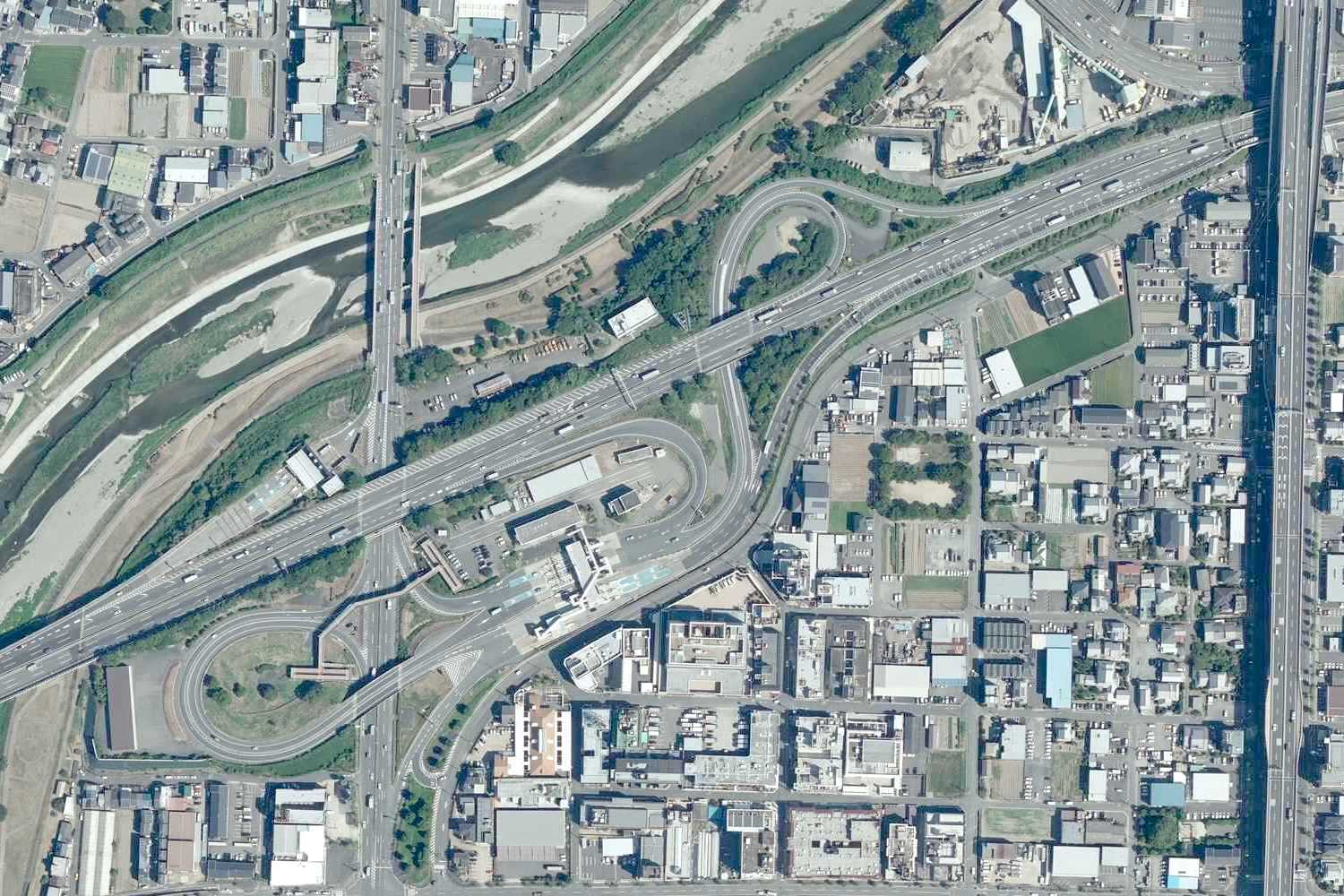
航空写真（2020年）

京都市街・同市伏見区・右京区旧京北町域・向日市などの最寄りインターチェンジ。渋滞が頻発するため、上り線（名古屋・大津方面）の京都南出口は第1と第2の二つがある。ダブルトランペット型(入口・上り線第2出口・下り線出口～国道1号)と、上り線第1出口～国道1号北行き専用の短いランプウェイを組み合わせた形状である。
第1出口は、国道1号北行き京都駅方面のみに接続している。出口が2箇所あるものの、京阪国道口や堀川五条へ最短で向かうことのできる第1出口を利用する車が圧倒的に多い。第1出口はランプウェイが短く、本線から分岐して100メートル足らずで第1出口料金所がある。料金所の先50メートルほどで、国道1号北行き車線に合流する。そのため、国道1号の交通量が多いときは、料金所や国道1号合流点で車が停滞しやすく、すぐに本線上まで渋滞の車列がのびて、ときには出口から1km程手前の路肩にまで及ぶ。また、この合流点で追突事故が多発しており、京都府内における事故発生件数ワースト4の交差点となっている。
第1出口渋滞時には、第2出口を利用するよう案内が出ている。かつては第1出口を通過後に、3車線のうち一番左側の車線が第2出口の流出車線に直結していた。しかし事故が多発した為に、第1出口から第2出口の流出車線まで本線を2車線に減少させる工事を行い現在に至る。
第二京阪道路の接続（京都南JCT）の予定がある。

## 道路
- E1 名神高速道路（33・33-2・33-1番）

## 歴史
- 1963年（昭和38年）7月16日 : 開通
- 1998年（平成10年）7月19日 : 京都南～吹田JCT間の拡幅工事が終了し、ここから吹田方面は6車線になる[要出典]。

## 接続道路
- 国道1号（京阪国道）
- 京都府道68号南インター竹田線

## 料金所
- ブース数：14[要出典]

### 入口（第2のみ）
- ブース数：5　
  - ETC専用：2　
  - ETC•一般：1　
  - 一般：2

### 出口
- ブース数：9

#### 上り線第1出口
- ブース数：4　
  - ETC専用：2　
  - 一般：2

#### 下り線・上り線第2出口
- ブース数：5
  - ETC専用：2　
  - 一般：3

## 周辺
- 鳥羽離宮跡公園
- 近鉄京都線・京都市営地下鉄烏丸線竹田駅
- 城南宮
- 伏見稲荷大社

東側の一帯は産業集積地区のらくなん進都に指定されている。また、インターチェンジ南東にはラブホテルが密集している地域があり、ホテル街を形成している。

## 隣
E1 名神高速道路
右ルート
(32)京都東IC - 深草BS - (32-1)京都南JCT（予定） - (33,33-2,33-1)京都南IC - 桂川PA -（左右ルート分岐点）- (11)高槻JCT/IC
左ルート
(32)京都東IC - 深草BS - (32-1)京都南JCT（予定） - (33,33-2,33-1)京都南IC - 桂川PA -（左右ルート分岐点）- (33-3)大山崎JCT/IC